# Broderick Dyke
Pour les articles homonymes, voir Dyke.
Broderick Dyke, né le 31 décembre 1960 à Gumeracha, est un joueur australien de tennis.